# Gabriel Makhlouf

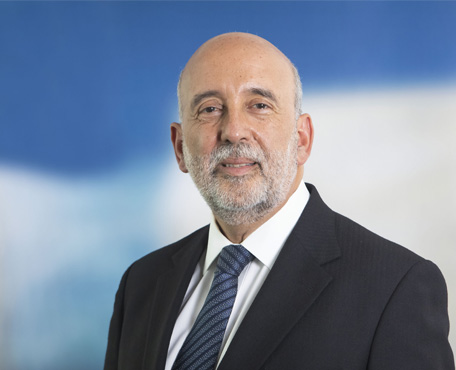
Gabriel Makhlouf (2019)

Gabriel Makhlouf (* 1960 in Kairo) ist ein britischer Finanzbeamter. Seit 2019 ist er Präsident der Zentralbank von Irland. Zuvor war er von 2011 bis 2019 Staatssekretär im Finanzministerium von Neuseeland.

## Werdegang
Gabriel Makhlouf wurde als Sohn eines zypriotisch-britischen Vaters und einer griechisch-armenischen Mutter in Ägypten geboren. Aufgrund der Tätigkeit seines Vaters als Diplomat im Entwicklungsprogramm der Vereinten Nationen verbrachte er seine Kindheit in Kongowelchem?, Bangladesch, Fidschi, Samoa und Äthiopien, ehe er ab dem Alter von 11 Jahren ein Internat in Großbritannien besuchte.
In England studierte Makhlouf Volkswirtschaftslehre an der University of Exeter und Industrielle Beziehungen an der University of Bath und trat anschließend im britischen Öffentlichen Dienst 1984 eine Stelle als Steuerprüfer an. Später arbeitete er als führender Beamter in der britischen Finanzverwaltung. Seine Arbeitsbereiche umfassten die Steuerpolitik sowie unter anderem die Bekämpfung von Geldwäsche und Steueroasen.
Dem britischen Finanzminister Gordon Brown diente er als Büroleiter (Principal Private Secretary).
Von 2000 bis 2004 war Makhlouf für die OECD in Paris tätig, wo er den Vorsitz des Fiskalkommittees (Committee on Fiscal Affairs) innehatte.

### Neuseeländisches Finanzministerium
Im März 2010 verließ er den britischen Öffentlichen Dienst und wechselte nach Neuseeland, wo er eine Stellung als Deputy Chief Executive im dortigen Finanzministerium erhielt. Nach seinem Umzug nahm Makhlouf neben der britischen auch eine neuseeländische Staatsbürgerschaft an.
2011 wurde er zum Staatssekretär (Secretary to the Treasury) und damit zum höchsten Beamten im Finanzministerium ernannt. In dieser Position unterstand ihm die Verwaltung des öffentlichen Finanzsystems Neuseelands, zudem war er Hauptberater der Regierung in Fiskal- und Wirtschaftsangelegenheiten. Außerdem war er stellvertretender Repräsentant Neuseelands bei der Weltbank, der Asiatischen Entwicklungsbank, der Asiatischen Infrastrukturinvestmentbank sowie der Europäischen Bank für Wiederaufbau und Entwicklung.
Unter der Labour-Regierung Jacinda Arderns war er unter anderem mit der Entwicklung und Umsetzung des Wellbeing Budget betraut, durch das die Regierung unter anderem die Messgrundlage der Auswirkungen ihrer Politik auf einen vom Finanzministerium entwickelten Index für Wohlbefinden und Lebensstandard anstatt der bisher genutzten rein ökonomischen Maßzahlen festlegte. Mit der Verabschiedung im Sommer 2019 erzielte Neuseeland weltweite Aufmerksamkeit.
Ende Mai 2019 kam es zu einer Kontroverse um seine Person, als der oppositionellen New Zealand National Party vor der Verkündung des neuen Haushaltsentwurfs durch die Regierung bis dahin vertrauliche Informationen über Bestandteile des Haushalts bekannt wurden. Makhlouf verwies zunächst in öffentlichen Stellungnahmen auf groß angelegte Hackerangriffe auf das Finanzministerium und beauftragte die Polizei mit Ermittlungen, ehe sich kurze Zeit später herausstellte, dass die Informationen von Mitarbeitern des Finanzministeriums irrtümlicherweise selbst im Internet veröffentlicht wurden. Dies rief Forderungen der Opposition nach einem Rücktritt Makhloufs hervor.

### Zentralbank von Irland
Anfang Mai 2019 wurde Gabriel Makhlouf zum neuen Gouverneur der Zentralbank von Irland berufen, nachdem der bisherige Amtsinhaber Philip R. Lane zum neuen Chefvolkswirt der Europäischen Zentralbank ernannt worden war. Er setzte sich in einem international angelegten Findungsprozess gegen die zuvor von der Öffentlichkeit favorisierte bisherige stellvertretende Gouverneurin Sharon Donnery durch. Makhlouf ist damit der erste Nicht-Ire in diesem Amt, das er im September 2019 antrat.
The Irish Times berichtete im Juli 2019, die Europäische Zentralbank habe gegenüber der irischen Regierung Vorbehalte gegen Makhloufs Ernennung vorgebracht, die unter anderem aus seinem nicht-akademischen Berufsweg, der Kontroverse über das neuseeländische Haushalts-Informationsleak sowie vor dem Hintergrund des Brexits aus seiner britischen Staatsbürgerschaft herrührten. Die Regierung Irlands hielt demgegenüber an der Berufung Makhloufs fest.
In seiner Funktion als Gouverneur der irischen Zentralbank ist Makhlouf auch Mitglied des Rats der Europäischen Zentralbank, deren oberstem Beschlussgremium. Zudem ist er stellvertretendes Mitglied im Gouverneursrat des Internationalen Währungsfonds.